# Wildspitze
Wildspitze ( [ˈvɪltˌʃpɪʦə] (ajuda·info)) é a maior montanha da cadeia de montanhas denominada Alpes de Ötztal, e a segunda mais alta montanha da Áustria. Tem 3774 metros de altitude. O grande número de glaciares, a sua alta proeminência topográfica (2261 m, a quarta mais proeminente dos Alpes) e as rotas de acesso relativamente fáceis tornam esta montanha popular entre os montanhistas, em especial as subidas pela vertente norte. A cumeeira tem dois picos: o pico sul com 3768 m ou 3770 m (varia consoante as fontes).